# Claraeola discors
Claraeola discors är en tvåvingeart som först beskrevs av Hardy 1966.  Claraeola discors ingår i släktet Claraeola och familjen ögonflugor.
Artens utbredningsområde är Nepal. Inga underarter finns listade i Catalogue of Life.